# Klávesnice počítačů ZX Spectrum

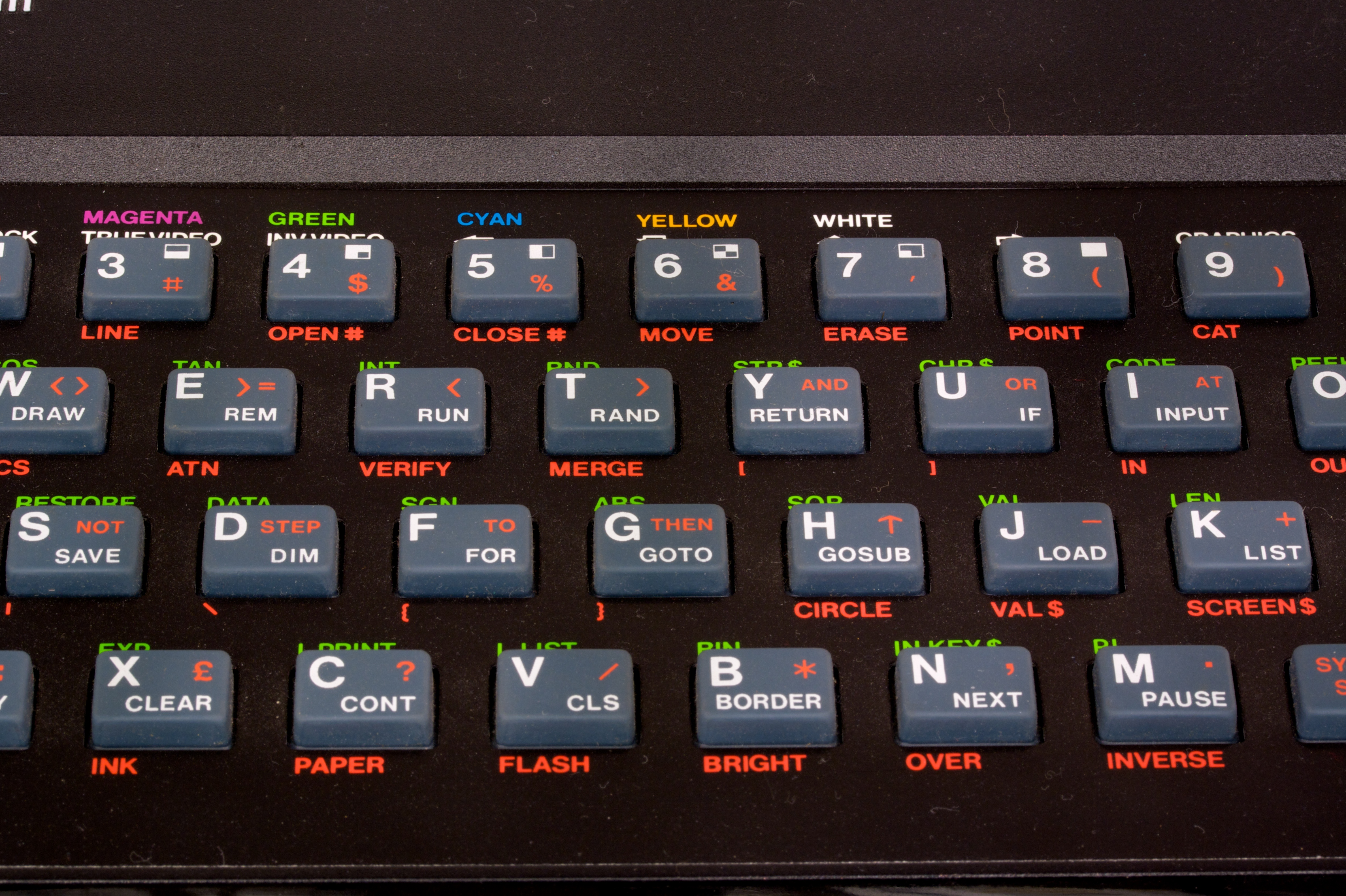
Detail původní klávesnice ZX Spectra

Klávesnice počítače ZX Spectrum je klávesnice původního osmibitového počítače Sinclair ZX Spectrum. Její specifičností je, že má pouze 40 kláves a je popsaná všemi klíčovými slovy jazyka Sinclair Basic, která se píší stiskem klávesy v příslušném módu (režimu).
Klávesnice vychází z klávesnice počítačů ZX81, membránová klávesnice byla nově překryta gumovými tlačítky, které počítači vynesly přezdívku „gumák“. Kromě písmen A–Z a číslic 0–9 měla už jen modifikační klávesy Caps Shift a Symbol Shift, Enter a Space. Funkce jako kurzorové šipky, Caps Lock, Delete nebo přepínání klávesových režimů se prováděly kombinací Caps Shift a kláves jiných než A–Z. Rozšířená klávesnice počítačů Sinclair ZX Spectrum+ má pro tyto funkce a nejčastější symboly samostatné klávesy, které fyzicky simulují stisk příslušné dvojice kláves.
Pro použití běžné PC klávesnice, např. v emulátoru ZX Spectra, existují samolepky s rozložením znaků a klíčových slov.

## Rozložení klávesnice
Přímo na klávese ZX Spectra je to, co se píše v módech K a L (resp. C).  Nad a pod klávesou (ve schématu horní a dolní položka) jsou funkce v módu E. Klávesy 1–8 mají navíc vyznačenou blokovou grafikou módu G.
| 1          | BLUE ! EDIT DEF FN | BLUE ! EDIT DEF FN | 2               | RED @ CAPS LOCK FN | RED @ CAPS LOCK FN | 3                   | MAGENTA # TRUE VIDEO LINE | MAGENTA # TRUE VIDEO LINE | 4               | GREEN $ INV. VIDEO OPEN # | GREEN $ INV. VIDEO OPEN # | 5                   | CYAN % ← CLOSE # | CYAN % ← CLOSE #  | 6                 | YELLOW & ↓ MOVE | YELLOW & ↓ MOVE     | 7                   | WHITE ' ↑ ERASE    | WHITE ' ↑ ERASE    | 8                  | F. B. OFF ( → POINT | F. B. OFF ( → POINT | 9                  | F. B. ON ) GRAPHICS CAT | F. B. ON ) GRAPHICS CAT | 0               | BLACK _ DELETE FORMAT | BLACK _ DELETE FORMAT |               |             |
|            | Q                  | SIN <= PLOT ASN    | SIN <= PLOT ASN | W                  | COS <> DRAW ACS    | COS <> DRAW ACS     | E                         | TAN >= REM ATN            | TAN >= REM ATN  | R                         | INT < RUN VERIFY          | INT < RUN VERIFY    | T                | RND > RAND MERGE  | RND > RAND MERGE  | Y               | STR$ AND RETURN [   | STR$ AND RETURN [   | U                  | CHR$ OR IF ]       | CHR$ OR IF ]       | I                   | CODE AT INPUT IN    | CODE AT INPUT IN   | O                       | PEEK ; POKE OUT         | PEEK ; POKE OUT | P                     | TAB " PRINT ©         | TAB " PRINT © |             |
|            |                    | A                  | READ STOP NEW ~ | READ STOP NEW ~    | S                  | RESTORE NOT SAVE \| | RESTORE NOT SAVE \|       | D                         | DATA STEP DIM \ | DATA STEP DIM \           | F                         | SGN TO FOR {        | SGN TO FOR {     | G                 | ABS THEN GOTO }   | ABS THEN GOTO } | H                   | SQR ↑ GOSUB CIRCLE  | SQR ↑ GOSUB CIRCLE | J                  | VAL - LOAD VAL$    | VAL - LOAD VAL$     | K                   | LEN + LIST SCREEN$ | LEN + LIST SCREEN$      | L                       | USR = LET ATTR  | USR = LET ATTR        | ENTER                 | ENTER         | ENTER       |
| CAPS SHIFT | CAPS SHIFT         | CAPS SHIFT         | CAPS SHIFT      | Z                  | LN : COPY BEEP     | LN : COPY BEEP      | X                         | EXP £ CLEAR INK           | EXP £ CLEAR INK | C                         | LPRINT ? CONT PAPER       | LPRINT ? CONT PAPER | V                | LLIST / CLS FLASH | LLIST / CLS FLASH | B               | BIN * BORDER BRIGHT | BIN * BORDER BRIGHT | N                  | INKEY$ , NEXT OVER | INKEY$ , NEXT OVER | M                   | PI . PAUSE INVERSE  | PI . PAUSE INVERSE | SYMBOL SHIFT            | SYMBOL SHIFT            | SYMBOL SHIFT    | BREAK SPACE           | BREAK SPACE           | BREAK SPACE   | BREAK SPACE |

Ve schématu klávesnice ZX Spectrum+ je zachováno pořadí položek z prvního schématu. Na skutečné klávesnici jsou horní a dolní položka z módu E obě uvedeny v horní části klávesy.
| TRUE VIDEO   | TRUE VIDEO   | TRUE VIDEO   | INV. VIDEO  | INV. VIDEO  | INV. VIDEO | 1          | BLUE ! EDIT DEF FN | BLUE ! EDIT DEF FN | 2               | RED @ CAPS LOCK FN | RED @ CAPS LOCK FN | 3                   | MAGENTA # TRUE VIDEO LINE | MAGENTA # TRUE VIDEO LINE | 4               | GREEN $ INV. VIDEO OPEN # | GREEN $ INV. VIDEO OPEN # | 5                   | CYAN % ← CLOSE # | CYAN % ← CLOSE #  | 6                 | YELLOW & ↓ MOVE | YELLOW & ↓ MOVE     | 7                   | WHITE ' ↑ ERASE    | WHITE ' ↑ ERASE    | 8                  | F. B. OFF ( → POINT | F. B. OFF ( → POINT | 9                  | F. B. ON ) GRAPHICS CAT | F. B. ON ) GRAPHICS CAT | 0               | BLACK _ DELETE FORMAT | BLACK _ DELETE FORMAT | BREAK         | BREAK      | BREAK        | BREAK        | BREAK        |
| DELETE       | DELETE       | DELETE       | DELETE      | GRAPHICS    | GRAPHICS   | GRAPHICS   | Q                  | SIN <= PLOT ASN    | SIN <= PLOT ASN | W                  | COS <> DRAW ACS    | COS <> DRAW ACS     | E                         | TAN >= REM ATN            | TAN >= REM ATN  | R                         | INT < RUN VERIFY          | INT < RUN VERIFY    | T                | RND > RAND MERGE  | RND > RAND MERGE  | Y               | STR$ AND RETURN [   | STR$ AND RETURN [   | U                  | CHR$ OR IF ]       | CHR$ OR IF ]       | I                   | CODE AT INPUT IN    | CODE AT INPUT IN   | O                       | PEEK ; POKE OUT         | PEEK ; POKE OUT | P                     | TAB " PRINT ©         | TAB " PRINT © |            |              |              |              |
| EXTEND MODE  | EXTEND MODE  | EXTEND MODE  | EXTEND MODE | EXTEND MODE | EDIT       | EDIT       | EDIT               | A                  | READ STOP NEW ~ | READ STOP NEW ~    | S                  | RESTORE NOT SAVE \| | RESTORE NOT SAVE \|       | D                         | DATA STEP DIM \ | DATA STEP DIM \           | F                         | SGN TO FOR {        | SGN TO FOR {     | G                 | ABS THEN GOTO }   | ABS THEN GOTO } | H                   | SQR ↑ GOSUB CIRCLE  | SQR ↑ GOSUB CIRCLE | J                  | VAL - LOAD VAL$    | VAL - LOAD VAL$     | K                   | LEN + LIST SCREEN$ | LEN + LIST SCREEN$      | L                       | USR = LET ATTR  | USR = LET ATTR        | ENTER                 | ENTER         | ENTER      | ENTER        | ENTER        | ENTER        |
| CAPS SHIFT   | CAPS SHIFT   | CAPS SHIFT   | CAPS SHIFT  | CAPS SHIFT  | CAPS SHIFT | CAPS SHIFT | CAPS LOCK          | CAPS LOCK          | CAPS LOCK       | Z                  | LN : COPY BEEP     | LN : COPY BEEP      | X                         | EXP £ CLEAR INK           | EXP £ CLEAR INK | C                         | LPRINT ? CONT PAPER       | LPRINT ? CONT PAPER | V                | LLIST / CLS FLASH | LLIST / CLS FLASH | B               | BIN * BORDER BRIGHT | BIN * BORDER BRIGHT | N                  | INKEY$ , NEXT OVER | INKEY$ , NEXT OVER | M                   | PI . PAUSE INVERSE  | PI . PAUSE INVERSE | .                       | .                       | .               | CAPS SHIFT            | CAPS SHIFT            | CAPS SHIFT    | CAPS SHIFT | CAPS SHIFT   | CAPS SHIFT   | CAPS SHIFT   |
| SYMBOL SHIFT | SYMBOL SHIFT | SYMBOL SHIFT | ;           | ;           | ;          | "          | "                  | "                  | ←               | ←                  | ←                  | →                   | →                         | →                         |                 |                           |                           |                     |                  |                   |                   |                 |                     |                     |                    |                    |                    |                     | ↑                   | ↑                  | ↑                       | ↓                       | ↓               | ↓                     | ,                     | ,             | ,          | SYMBOL SHIFT | SYMBOL SHIFT | SYMBOL SHIFT |

## Režimy psaní
Režimy (módy) psaní a způsob vkládání všech klíčových slov stejným způsobem jako se vkládají znaky vychází z toho, že se s nimi jako se znaky nakládá, každé má své místo v tabulce znaků a zabírá v paměti jen jeden bajt. Tento systém byl zaveden už pro první Sinclairův počítač ZX80, který měl velmi malou uživatelskou paměť. Později různé nástavby Basicu a ZX Spectrum 128K+ přinášely možnost vypisovat příkazy po písmenech.
Klávesnice pracuje v pěti režimech, která jsou indikovaná kurzorem v podobě blikajícího písmene:

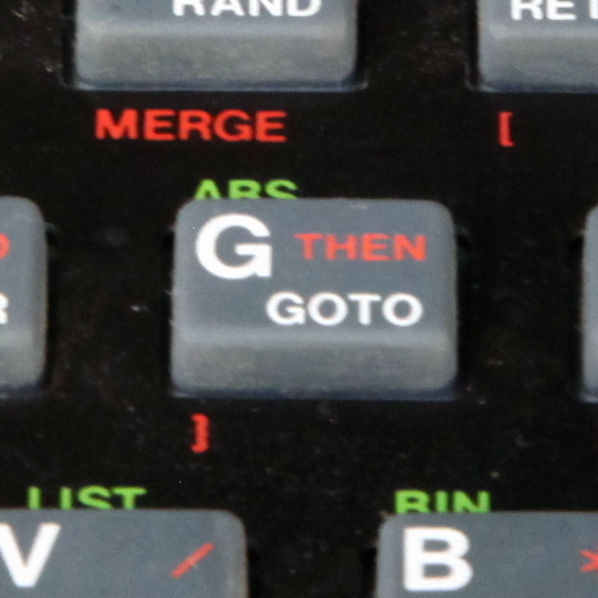
Klávesa G dle režimu:
K – GO TO (jdi na řádek)
L – g,
L + SS – THEN (podmínka)
C – G
G – UDG (7. uživatelský znak)
E – ABS (matem. funkce)
E + SS – '
+ SS – se stiskem Symbol Shift

- K – režim klíčových slov (Keywords),
- L – režim malých písmen (Letters/Lower Case),
- C – režim velkých písmen (Capitals/Caps Lock),
- G – režim grafických znaků (Graphics),
- E – režim rozšířených klíčových slov a symbolů (Extend Mode).

První dva režimy se přepínají automaticky, ostatní uživatelsky kombinací kláves s klávesou Caps Shift.
Režim klíčových slov K se zapíná tam, kde se očekává příkaz, a proto systém nedovolí psát libovolný řetězec. To je na začátku řádku (i po napsání čísla řádku) nebo v očekávání podmíněného příkazu po THEN. Po vložení příkazu uvedeného dole na klávese (druhá položka odspodu ve schématech) se přepne na režim písmen L, aby se mohly doplnit libovolné parametry příkazu. 
V režimu L se píší malá písmena, v kombinaci s Caps Shiftem velká písmena a se Symbol Shiftem lze vkládat většinu symbolů a několik málo klíčových slov vyznačených přímo na klávese červeně.
Z režimu L se lze přepnout do podobných režimů C a G. Caps Shift + 2  přepne do C, který je stejný, jen vkládá velká písmena. Režim G se zapíná Caps Shift + 9 a vkládá blokovou grafiku vyznačenou na klávesách 1–8, s podrženým Caps Shiftem jejich inverzní varianty, a uživatelsky definované znaky (UDG) stiskem kláves A–U. Klávesy V–Z vkládají klíčová slova, která nekorespondují s popisem kláves.
Režim E se zapíná stiskem obou Shiftů a slouží k psaní klíčových slov vyznačených zeleně nad klávesami (horní položka schématu) a s podržením Symbol Shift klíčová slova a zbývající méně používané symboly vyznačené červeně pod klávesou (dolní položka). Klávesy číslic slouží ke vložení (neviditelného) řídícího znaku pro nastavení barevného atributu: číslice 0–7 nastavují barvu pozadí, číslice 8 a 9 zapínají a vypínají jas, se stisknutým Caps Shiftem stejné klávesy nastavují barvu inkoustu a blikání. U kláves A–Z má Caps Lock stejnou funkci jako Symbol Shift (dolní položka).
Kombinace Caps Shift + číslice (mimo režimy G a E) mají funkci vyznačenou na původní klávesnici v dolním řádku nad klávesami číslic, ve schématu druhá položka odspodu, na ZX Spectrum+ je nahradily samostatné klávesy.

## Technická realizace klávesnice

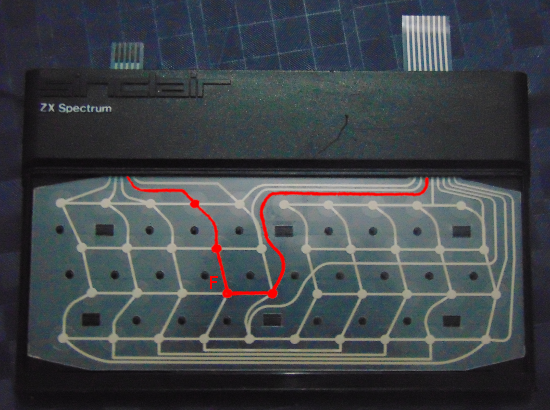
Membránová klávesnice ukrytá pod gumovými tlačítky. Schematicky stisk klávesy F, který propojí jeden z 5 kontaktů vlevo s jedním z 8 kontaktů vpravo (konektory nahoře).

Klávesnice počítačů ZX Spectrum je membránová, stejně jako klávesnice počítače ZX81. U počítačů ZX Spectrum, je ale membrána překryta gumovými tlačítky.
Klávesnice je organizována jako matice 5 x 8 kláves, stav kláves je čten na bitech 0 – 4 portu 254, kdy vyšší bajt adresy portu určuje konkrétní pětici kláves, jejíž stav je aktuálně čten. Celá adresa konkrétní pětice kláves, jejichž stav má být čten, je určena jako vyšší část adresy*256+254.
| vyšší část adresy | šestnáctkově | dvojkově | celá adresa portu | 254 (šestnáctkově FE) | 254 (šestnáctkově FE) | 254 (šestnáctkově FE) | 254 (šestnáctkově FE) | 254 (šestnáctkově FE) |
|                   |              |          |                   | 4                     | 3                     | 2                     | 1                     | 0                     |
| 254               | FE           | 11111110 | 65278             | V                     | C                     | X                     | Z                     | CAPS SHIFT            |
| 253               | FD           | 11111101 | 65022             | G                     | F                     | D                     | S                     | A                     |
| 251               | FB           | 11111011 | 64510             | T                     | R                     | E                     | W                     | Q                     |
| 247               | F7           | 11110111 | 63486             | 5                     | 4                     | 3                     | 2                     | 1                     |
| 239               | EF           | 11101111 | 61438             | 6                     | 7                     | 8                     | 9                     | 0                     |
| 223               | DF           | 11011111 | 57342             | Y                     | U                     | I                     | O                     | P                     |
| 191               | BF           | 10111111 | 49150             | H                     | J                     | K                     | L                     | ENTER                 |
| 127               | 7F           | 01111111 | 32766             | B                     | N                     | M                     | SYMBOL SHIFT          | mezerník              |

Konkrétní pětice kláves je vybírána bitem s hodnotou nula ve vyšším bajtu adresy. je možné možné nastavit na nulu více bitů vyššího bajtu, pak je čten stav více pětic současně, není ale možné určit, ke které pětici kláves náleží klávesa, jejíž bit je aktivní. Např. pokud je vyšší bajt adresy roven hodnotě 245 (šestnáctkově F5, dvojkově 11110101, celá adresa portu 62974), je současně čten stav pětice kláves G, F, D, S, A a pětice kláves 5, 4, 3, 2, 1. Pokud je v tomto případě aktivní např. bit 1, není možné určit, zda je stisknuta klávesa S nebo klávesa 2.
Navíc díky uspořádání klávesnice není možné testovat klávesy úplně nezávisle, v některých situacích může stisk více kláves vyvolat stav datových bitů na příslušných portech, jako kdyby byly stisknuty ještě další klávesy, přestože tyto stisknuty fyzicky nejsou.
Přidané klávesy počítačů ZX Spectrum+ a novějších nemají zvláštní způsob čtení jejich stavu, jsou připojeny paralelně k původním klávesám. Stisk těchto kláves tak způsobí aktivaci bitu původní klávesy, na které se nachází příslušný symbol nebo funkce a současně aktivaci bitu klávesy odpovídající klávese Symbol Shift, resp. Caps Shift. Např. klávesa symbolu ; způsobí, že budou aktivní stejné bity na příslušných portech, jako kdyby byla stisknuta kombinace kláves Symbol shift a O. Stejně tak není možné určit zda byla stisknutá levá či pravá klávesa Caps Shift nebo Symbol Shift.

## Klávesnice kompatibilních počítačů

### Klávesnice počítače SAM Coupé
Způsob čtení stavu klávesnice počítače SAM Coupé je stejný jako u počítačů ZX Spectrum. Klávesy, které odpovídají klávesnici ZX Spectra jsou čteny na portu 254 (bity 0 – 4), přidané klávesy jsou čteny na portu 239 (bity 5 – 7). Stav kterých kláves je čten, je určeno nejvyššími 8 bity adresy portu. Adresa konkrétní pětice (resp. trojice) kláves, jejichž stav má být čten, je určena jako vyšší část adresy*256+254 (resp. jako vyšší část adresy*256+239).
| vyšší část adresy | šestnáctkově | dvojkově | 239 (šestnáctkově F9) | 239 (šestnáctkově F9) | 239 (šestnáctkově F9) | 254 (šestnáctkově FE) | 254 (šestnáctkově FE) | 254 (šestnáctkově FE) | 254 (šestnáctkově FE) | 254 (šestnáctkově FE) |
|                   |              |          | 7                     | 6                     | 5                     | 4                     | 3                     | 2                     | 1                     | 0                     |
| 254               | FE           | 11111110 | F3                    | F2                    | F1                    | V                     | C                     | X                     | Z                     | SHIFT                 |
| 253               | FD           | 11111101 | F6                    | F5                    | F4                    | G                     | F                     | D                     | S                     | A                     |
| 251               | FB           | 11111011 | F9                    | F8                    | F7                    | T                     | R                     | E                     | W                     | Q                     |
| 247               | F7           | 11110111 | CAPS                  | TAB                   | ESC                   | 5                     | 4                     | 3                     | 2                     | 1                     |
| 239               | EF           | 11101111 | DEL                   | +                     | –                     | 6                     | 7                     | 8                     | 9                     | 0                     |
| 223               | DF           | 11011111 | F0                    | *                     | =                     | Y                     | U                     | I                     | O                     | P                     |
| 191               | BF           | 10111111 | EDIT                  | :                     | ;                     | H                     | J                     | K                     | L                     | RETURN                |
| 127               | 7F           | 01111111 | INV                   | .                     | ,                     | B                     | N                     | M                     | SYMBOL                | mezerník              |
| 255               | FF           | 11111111 |                       |                       |                       | →                     | ←                     | ↓                     | ↑                     | CNTRL                 |

Klávesy odpovídající klávesám ZX Spectra jsou vyznačeny tučně (klávesa SHIFT odpovídá klávese CAPS SHIFT ZX Spectra, klávesa SYMBOL klávese SYMBOL SHIFT a klávesa RETURN klávese ENTER).

### Klávesnice počítače Orel BK-08
| ~ '       | ~ '       | ~ '       | ~ '       | 1         | BLUE ! EDIT DEF FN | BLUE ! EDIT DEF FN | 2               | RED @ CAPS LOCK FN | RED @ CAPS LOCK FN | 3                   | MAGENTA # TRUE VIDEO LINE | MAGENTA # TRUE VIDEO LINE | 4               | GREEN $ INV. VIDEO OPEN # | GREEN $ INV. VIDEO OPEN # | 5                   | CYAN % ← CLOSE # | CYAN % ← CLOSE #  | 6                 | YELLOW & ↓ MOVE | YELLOW & ↓ MOVE     | 7                   | WHITE ' ↑ ERASE    | WHITE ' ↑ ERASE    | 8                  | F. B. OFF ( → POINT | F. B. OFF ( → POINT | 9                  | F. B. ON ) GRAPHICS CAT | F. B. ON ) GRAPHICS CAT | 0               | BLACK _ DELETE FORMAT | BLACK _ DELETE FORMAT | _ -           | _ - | _ - | + = | + =       | + =       | ВШ BS     | ВШ BS     | ВШ BS | ВШ BS | ВШ BS | ГРАФ graph | ГРАФ graph | ГРАФ graph |
| ТАБ TAB   | ТАБ TAB   | ТАБ TAB   | ТАБ TAB   | ТАБ TAB   | Й Q                | SIN <= PLOT ASN    | SIN <= PLOT ASN | Ц W                | COS <> DRAW ACS    | COS <> DRAW ACS     | У E                       | TAN >= REM ATN            | TAN >= REM ATN  | К R                       | INT < RUN VERIFY          | INT < RUN VERIFY    | Е T              | RND > RAND MERGE  | RND > RAND MERGE  | Н Y             | STR$ AND RETURN [   | STR$ AND RETURN [   | Г U                | CHR$ OR IF ]       | CHR$ OR IF ]       | Ш I                 | CODE AT INPUT IN    | CODE AT INPUT IN   | Щ O                     | PEEK ; POKE OUT         | PEEK ; POKE OUT | З P                   | TAB " PRINT ©         | TAB " PRINT © | Х   | { [ | { [ | Ъ         | } ]       | } ]       |           |       |       |       | НОРМ true  | НОРМ true  | НОРМ true  |
| УПР CTRL  | УПР CTRL  | УПР CTRL  | ЗГЛ CAPS  | ЗГЛ CAPS  | ЗГЛ CAPS           | Ф A                | READ STOP NEW ~ | READ STOP NEW ~    | Ы S                | RESTORE NOT SAVE \| | RESTORE NOT SAVE \|       | В D                       | DATA STEP DIM \ | DATA STEP DIM \           | А F                       | SGN TO FOR {        | SGN TO FOR {     | П G               | ABS THEN GOTO }   | ABS THEN GOTO } | Р H                 | SQR ↑ GOSUB CIRCLE  | SQR ↑ GOSUB CIRCLE | О J                | VAL - LOAD VAL$    | VAL - LOAD VAL$     | Л K                 | LEN + LIST SCREEN$ | LEN + LIST SCREEN$      | Д L                     | USR = LET ATTR  | USR = LET ATTR        | Ж                     | : ;           | : ; | Э   | " ' | " '       | ENTER     | ENTER     | ENTER     | ENTER | ENTER | ENTER | ИНВ inv    | ИНВ inv    | ИНВ inv    |
| РЕГ SHIFT | РЕГ SHIFT | РЕГ SHIFT | РЕГ SHIFT | РЕГ SHIFT | \| \               | \| \               | \| \            | Я Z                | LN : COPY BEEP     | LN : COPY BEEP      | Ч X                       | EXP £ CLEAR INK           | EXP £ CLEAR INK | С C                       | LPRINT ? CONT PAPER       | LPRINT ? CONT PAPER | М V              | LLIST / CLS FLASH | LLIST / CLS FLASH | И B             | BIN * BORDER BRIGHT | BIN * BORDER BRIGHT | Т N                | INKEY$ , NEXT OVER | INKEY$ , NEXT OVER | Ь M                 | PI . PAUSE INVERSE  | PI . PAUSE INVERSE | Б                       | < ,                     | < ,             | Ю                     | > .                   | > .           | Ё   | ? / | ? / | РЕГ SHIFT | РЕГ SHIFT | РЕГ SHIFT | РЕГ SHIFT | ↑     | ↑     | ↑     | РЕД edit   | РЕД edit   | РЕД edit   |
| АЛТ ALT   | АЛТ ALT   | АЛТ ALT   | РУС       | РУС       | РУС                | Р/A                | Р/A             | Р/A                |                    |                     |                           |                           |                 |                           |                           |                     |                  |                   |                   |                 |                     |                     |                    |                    |                    |                     |                     |                    |                         |                         |                 |                       |                       |               |     | Р/A | Р/A | Р/A       | ←         | ←         | ←         | ↓     | ↓     | ↓     | →          | →          | →          |

Počítač Orel BK-08 má celkem 67 kláves, pomocí kterých je možné psán nejen znaky latinky ale i cyrilice.  Mezi přídavné klávesy patří klávesy Таб, Упр, Згл, Рус, Р/A, Граф, Вш.
Kvůli psaní znaků cyrilice jsou k původním režimům klávesnice ZX Spectra přidány dva nové režimy: 
- Р – režim písmen cyrilice,
- З – režim velkých písmen cyrilice.

Z 67 kláves je 56 kláves nezávislých, ke čtení jejich stavu jsou využity bity 5 a 7 portu 254, které u ZX Spectra nejsou využity. Zbývajících 11 přidaných kláves je čteno stejným způsobem, jako přidané klávesy u počítačů ZX Spectrum+ (zjednodušení přístupu k funkcím a symbolům bez nutnosti stisknout současně klávesu Caps Shift nebo Symbol Shift).
| vyšší část adresy | šestnáctkově | dvojkově | 254 (šestnáctkově FE) | 254 (šestnáctkově FE) | 254 (šestnáctkově FE) | 254 (šestnáctkově FE) | 254 (šestnáctkově FE) | 254 (šestnáctkově FE) | 254 (šestnáctkově FE) |
|                   |              |          | 7                     | 5                     | 4                     | 3                     | 2                     | 1                     | 0                     |
| 254               | FE           | 11111110 |                       |                       | V/М                   | C/С                   | X/Ч                   | Z/Я                   | SHIFT/Рег             |
| 253               | FD           | 11111101 |                       |                       | G/П                   | F/А                   | D/В                   | S/Ы                   | A/Ф                   |
| 251               | FB           | 11111011 |                       |                       | T/Е                   | R/К                   | E/У                   | W/Ц                   | Q/Й                   |
| 247               | F7           | 11110111 |                       |                       | 5                     | 4                     | 3                     | 2                     | 1                     |
| 239               | EF           | 11101111 |                       |                       | 6                     | 7                     | 8                     | 9                     | 0                     |
| 223               | DF           | 11011111 |                       |                       | Y/Н                   | U/Г                   | I/Ш                   | O/Щ                   | P/З                   |
| 191               | BF           | 10111111 |                       |                       | H/Р                   | J/О                   | K/ Л                  | L/Д                   | ENTER                 |
| 127               | 7F           | 01111111 |                       |                       | B/И                   | N/Т                   | M/Ь                   | ALT/Алт               | mezerník              |

### Klávesnice počítače Elwro 800 Junior
Počítač Elwro 800 Junior má proti ZX Spectru navíc samostatné klávesy pro symboly a samostatné funkční klávesy. Také má klávesy s polskými písmeny s diakritikou. Ke čtení stavu těchto přidaných kláves jsou využity bity 5 a 7 portu 254 a porty 251 a 127.
| vyšší část adresy | vyšší část adresy | vyšší část adresy | nižší část adresy | nižší část adresy | nižší část adresy | bit portu  | bit portu | bit portu | bit portu | bit portu | bit portu | bit portu |
| desítkově         | šestnáctkově      | dvojkově          | desítkově         | šestnáctkově      | dvojkově          | 7          | 5         | 4         | 3         | 2         | 1         | 0         |
| 254               | FE                | 11111110          | 254               | FE                | 11111110          | +, ;       | *, :      | V         | C         | X         | Z         | SHIFT     |
| 253               | FD                | 11111101          | 254               | FE                | 11111110          | {, [       | =, –      | G         | F         | D         | S         | A         |
| 251               | FB                | 11111011          | 254               | FE                | 11111110          | <,         | >, .      | T         | R         | E         | W         | Q         |
| 247               | F7                | 11110111          | 254               | FE                | 11111110          | \, @       | ?, /      | 5         | 4         | 3         | 2         | 1         |
| 239               | EF                | 11101111          | 254               | FE                | 11111110          | }, ]       | Del       | 6         | 7         | 8         | 9         | 0         |
| 223               | DF                | 11011111          | 254               | FE                | 11111110          | backspace  | Esc       | Y         | U         | I         | O         | P         |
| 191               | BF                | 10111111          | 254               | FE                | 11111110          | Shift lock | Tab       | H         | J         | K         | L         | ENTER     |
| 127               | 7F                | 01111111          | 254               | FE                | 11111110          | -, ^       | CTRL      | B         | N         | M         | ALT       | mezerník  |
|                   |                   |                   | 251               | FB                | 11111011          | Ż          | Ć         | LEFT      | RIGHT     | UP        | DOWN      | DIR       |
|                   |                   |                   | 127               | 7F                | 01111111          | Ą          | Ń         | Ź         | Ł         | Ś         | Ó         | Ę         |

Klávesy odpovídající klávesám ZX Spectra jsou vyznačeny tučně (klávesa SHIFT odpovídá klávese CAPS SHIFT ZX Spectra a klávesa ALT klávese SYMBOL SHIFT).

## Připojení klávesnice počítačů PC
Protože práce na klávesnici počítačů PC je pohodlnější, vzniklo několik interfaců pro připojení této klávesnice k ZX Spectru:
- Keyboard Proface – může pracovat ve dvou režimech:
  - emulace klávesnice ZX Spectra,
  - čtení klávesových kódů příslušných jednotlivým klávesám,
- ZX Multi Card – kromě připojení klávesnice, která emuluje původní klávesnici ZX Spectra, umožňuje připojit sériovou myš jako Kempston mouse a obsahuje sériový port RS-232 a hodiny reálného času,[10]
- PC Keyboard Interface – na numerické části klávesnice umožňuje emulovat Sinclair joystick 2,[11]
- interface vyžadující připojení se přímo na vodiče, na které je připojena původní klávesnice (u Didaktiku M lze k tomu účelu využít konektoru pro Sinclair joystick),[12]
- CS-Disk – disketový řadič, který umožňuje připojit PC klávesnici, tato ale neemuluje původní klávesnici ZX Spectra a funguje pouze v režimu CP/M] řadiče.[13]